# 5239 Reiki
Az 5239 Reiki (ideiglenes jelöléssel 1990 VC4) a Naprendszer kisbolygóövében található aszteroida. S. Izumikawa és Muramacu Oszamu fedezte fel 1990. november 14-én.